# Шевалье, Луи-Венсан
Луи́-Венса́н Шевалье́ (фр. Louis-Vincent Chevalier; 1734 или 1743, Париж — 1804, там же) — французский зеркальщик и оптик.

## Биография
Луи-Венсан Шевалье родился в семье художника Филибера-Венсана Шевалье, имя матери история не сохранила. Год рождения неизвестен — многие источники называют 1734, однако в книге его правнука Артюра Шевалье указан 1743.
Отец умер, когда Луи-Венсан был ещё ребёнком. 17 июля 1757 года вдова Шевалье подписала договор на учёбу с неким мастером Деландом на обучение сына профессии зеркальщика и оптика (в то время зеркала изготавливались вручную и стоили очень дорого). За обучение, которое должно было продолжаться в течение пяти лет, Деланду была положена солидная сумма в размере двухсот ливров в год. Однако Шевалье показал большие успехи в учёбе и окончил образовательный курс досрочно — уже 11 июля 1761 года, немного менее чем через четыре года, в присутствии представителей парижского цеха зеркальщиков Кюэ и Латьё он сдал экзамен и получил диплом на право работы. В 1765 году Шевалье открыл собственную мастерскую в Париже на Ке-де-л‘Орлож, 31. Умер около 1804 года.

## Семья
В 1767 году Луи-Венсан Шевалье женился, у него было три сына:
- Луи
- Жак-Луи-Венсан (1770—1841), ставший в будущем известным оптиком
- Никола-Мари (1783—1807), погибший в Пруссии во время Наполеоновских войн